# Ponto dos Volantes
Ponto dos Volantes is een gemeente in de Braziliaanse deelstaat Minas Gerais. De gemeente telt 11.458 inwoners (schatting 2009).

## Aangrenzende gemeenten
De gemeente grenst aan Araçuaí, Caraí, Itaobim, Itinga, Jequitinhonha, Joaíma, Monte Formoso, Novo Oriente de Minas en Padre Paraíso.